# Подгора (Шмартно-об-Пакі)
Подгора (словен. Podgora) — поселення в общині Шмартно-об-Пакі, Савинський регіон, Словенія. Висота над рівнем моря: 307 м.